# Бутон де кюлот
Бутон де кюлот или Бутон де кюлотт (фр. Bouton de culotte — пуговицы от штанов) — французский свежий выдержанный сыр из коровьего, козьего или смеси двух видов молока, самый маленький из известных форм-факторов сыра.

## История
По легенде бургундским пастухам, которые надолго уходили из дома на дальние пастбища, необходимо было иметь при себе сыр, не теряющий со временем своих вкусовых качеств. В результате появился сыр Бутон де кюлот.

## Изготовление
Этот сыр изготавливается из сырого коровьего, козьего или смеси двух видов молока. Вызревание длится в течение 1—2 месяцев. Спустя 2 недели выдержки на корке сыра появляется голубая плесень, а через месяц мякоть сыра приобретает жёлтый цвет и характерный достаточно резкий вкус.

## Описание
Головки сыра имеют форму барабана диаметром 3—5 сантиметров, высотой 3—4 сантиметра и весом от 20 до 60 грамм. Твёрдая корочка покрыта натуральной плесенью и в зависимости от возраста вызревания может иметь белый, желтый, тёмно-коричневый или синий цвет.
Сыр обладает ярко выраженным так называемым «козьим» вкусом с ореховыми оттенками. Фактически острый и пряный, иногда с мыльным вкусом и пощипывающим послевкусием. Употребляется как в составе местного сырного супа, так и в качестве самостоятельного блюда. Сочетается с насыщенными выдержанными винами, в частности бургундскими Алиготе.